# Colossendeis tasmanica
Colossendeis tasmanica is een zeespin uit de familie Colossendeidae. De soort behoort tot het geslacht Colossendeis. Colossendeis tasmanica werd in 2007 voor het eerst wetenschappelijk beschreven door Staples. 